# Троцюк Микита Савич
Микита Савич Троцюк (1894, посад Нова Прага Олександрійського повіту Херсонської губернії, тепер селище Олександрійського району Кіровоградської області — ?) — радянський діяч, голова Красноградського окрвиконкому, голова Криворізької окружної контрольної комісії — завідувач Криворізької окружної робітничо-селянської інспекції. Член Центральної контрольної комісії КП(б)У з грудня 1925 до червня 1930 року. Член ВУЦВК.

## Життєпис
Народився в селянській родині. Закінчив початкову школу. До 1912 року працював у сільському господарстві в посаді Нова Прага. У 1912—1915 роках — столяр на заводах.
З 1915 до 1917 року служив рядовим у російській імператорській армії, учасник Першої світової війни.
У 1917—1918 роках — голова Ново-Празького волосного революційного комітету Херсонської губернії.
Член РКП(б) з лютого 1918 року.
Потім служив культпросвітробітником у Червоній армії.
У 1919—1920 роках — голова виконавчого комітету Ново-Празької волосної ради Херсонської губернії.
У 1920—1922 роках — голова Олександрійської повітової ради народного господарства (раднаргоспу) Херсонської губернії.
У 1922—1923 роках — голова виконавчого комітету Золотоніської повітової ради Полтавської губернії.
У 1923—1924 роках — уповноважений Красноградської окружної контрольної комісії.
У 1924—1925 роках — голова виконавчого комітету Красноградської окружної ради.
З 1925 року працював на відповідальній партійній роботі в місті Кременчуці.
На 1926—1928 роки — голова Криворізької окружної контрольної комісії КП(б)У — завідувач Криворізької окружної робітничо-селянської інспекції.
На 1932 рік — на відповідальній партійній роботі в Глобинському районі Полтавщини.
Подальша доля невідома.